# Volleybalclub Zwolle 2020-2021 (femminile)
Questa voce raccoglie le informazioni riguardanti il Volleybalclub Zwolle nelle competizioni ufficiali della stagione 2020-2021.

## Organigramma societario
Area direttiva
- Presidente: Gert van Driel

Area tecnica
- Primo allenatore: Eric Meijer

## Rosa
| N° | Nome                      | Ruolo | Data di nascita  | Nazionalità sportiva |
| -- | ------------------------- | ----- | ---------------- | -------------------- |
| 1  | Daantje Vennik            | P     | 2001             | Paesi Bassi          |
| 2  | Siska Hoekstra            | S     | 11 dicembre 1991 | Paesi Bassi          |
| 3  | Bjorna Gras               | L     | 1º dicembre 1995 | Paesi Bassi          |
| 4  | Kim de Wild               | L     | 9 giugno 1993    | Paesi Bassi          |
| 5  | Lisanne de Krosse         | C     | 13 ottobre 1997  | Paesi Bassi          |
| 6  | Lotte Bruinsma            | S     | 2005             | Paesi Bassi          |
| 7  | Nynke Hofstede            | C     | 26 luglio 1997   | Paesi Bassi          |
| 8  | Marly Bak                 | O     | 2 giugno 1995    | Paesi Bassi          |
| 9  | Marianne Het Lam Scholten | C     | 9 settembre 1991 | Paesi Bassi          |
| 10 | Romy Hietbrink            | C     | 27 ottobre 1992  | Paesi Bassi          |
| 11 | Sanne Konijnenberg        | P     | 30 agosto 2004   | Paesi Bassi          |
| 12 | Iris Reinders             | S     | 27 ottobre 1994  | Paesi Bassi          |
| 13 | Pippa Molenaar            | L     | 31 maggio 1995   | Paesi Bassi          |
| 14 | Susan Schut               | O     | 28 marzo 2003    | Paesi Bassi          |

## Statistiche

### Statistiche di squadra
| Competizione          | Punti | In casa | In casa | In casa | In trasferta | In trasferta | In trasferta | Totale | Totale | Totale |
| Competizione          | Punti | G       | V       | P       | G            | V            | P            | G      | V      | P      |
| --------------------- | ----- | ------- | ------- | ------- | ------------ | ------------ | ------------ | ------ | ------ | ------ |
| Eredivisie            | 15/1  | 5       | 3       | 2       | 7            | 2            | 5            | 12     | 5      | 7      |
| Coppa dei Paesi Bassi | -     | 1       | 0       | 1       | 1            | 1            | 0            | 2      | 1      | 1      |
| Totale                | -     | 6       | 3       | 3       | 8            | 3            | 5            | 14     | 6      | 8      |